# Adrien Charles Salanson
Adrien Charles Salanson, né le 24 avril 1825 à Florac (Lozère) et mort le 4 novembre 1900  à Chartrettes (Seine-et-Marne), est un général de division français, commandant de l'École polytechnique, membre du comité des fortifications, inspecteur général des Armées et gouverneur de la place de Verdun.

## Biographie

### Début
Adrien Charles Salanson naît le 24 avril 1825 à Florac (Lozère) ; il est le fils de Joseph Eugène Salanson (1796-1857), docteur en médecine, receveur particulier des finances à Florac, et d'Aimée Rodier de Salièges (1796-1844).
Après des études au Collège royal de Saint-Louis,, il entre à l'École polytechnique en 1843 et en sort le 1er octobre 1845 avec le grade de sous-lieutenant. Il est ensuite élève à l’École d'application de l'artillerie et du génie de Metz puis est nommé lieutenant deux ans plus tard, le 1er octobre 1847. Après être passé par le 2e régiment du génie, à Montpellier (15 mars 1848) et à Arras (22 mai 1849), il est envoyé au corps expéditionnaire de Rome du 15 janvier au 18 avril 1850 et se signale déjà comme officier d'avenir.

### Italie, Algérie et Crimée
Promu capitaine le 31 octobre 1850, il sert en Algérie, à Alger et à Mostaganem, du 2 janvier au 27 octobre 1851. À partir du 5 novembre 1851, il est de nouveau à Rome, jusqu'au jour où il est désigné pour faire partie de l'armée d'Orient, le 25 janvier 1855. 
Au siège de Sébastopol, le capitaine Salanson témoigne des plus belles aptitudes militaires ; avec le 2e corps, que commande le général Bosquet, il prend part aux affaires les plus dures des attaques de droite : assauts du 7 juin 1854 (Mamelon-Vert), du 18 juin et du 8 septembre (Petit redan). Sa bravoure calme, son dévouement à toute épreuve le font citer comme un modèle de conduite militaire. Il est blessé légèrement les 23 mai, 15 juillet et 8 septembre. Les services remarquables qu’il rend lui valent la Croix de Chevalier de la Légion d'honneur, le 16 juin 1855, et, en outre, une première proposition pour le grade supérieur. Mais il n'a alors pas même six ans de grade ce qui explique que cette proposition n'ait pas abouti du premier coup.
Il retourne en Algérie de 1856 à 1858 et est employé aux travaux de construction du chemin de fer d'Alger à Blida.

### Ingénieur du Génie
Il ne tarde pas à être rappelé en France et en 1858, alors qu'il n'a encore que trente-trois ans, sur la proposition du comité des fortifications, il est inscrit au tableau d'avancement pour le grade de chef de bataillon. Il est alors aide de camp du général Dalesme en 1859, puis du général Frossard en 1864. L'un et l'autre ont apprécié, en Orient, les services qu'il est capable de rendre.
Le 26 décembre 1865, sur les instances de son général, qui le signale comme un « ingénieur du plus grand talent, à pousser rapidement, dans l'intérêt du corps du génie », le chef de bataillon Salanson est chargé de l'importante chefferie de Toulon et y justifie si complètement ces prévisions que, moins de trois ans après, le 24 mars 1868, il est choisi pour remplir le même emploi à Metz sur le renforcement de laquelle se portent alors les principaux efforts des ingénieurs militaires. Sous son impulsion, les travaux considérables à exécuter autour de la place sont conduits avec un art, une méthode, une activité que les inspecteurs généraux déclarent absolument remarquables.

### Guerre franco-prussienne de 1870
Lieutenant colonel en 1868, il est sous-chef d'état-major de l'armée du Rhin au début de la guerre de 1870. Il est conduit bientôt à quitter ces fonctions pour reprendre son poste antérieur à Metz. Pendant le blocus, il poursuit, fiévreusement la mise en état de la ligne de défense des forts, mais ceux-ci ne sont pas attaqués ; il faut céder à la famine et le 28 octobre 1870, le dernier chef du génie de  Metz est emmené prisonnier avec l'armée. Deux ans plus tard, le 10 novembre 1873, cité comme témoin au procès du général Bazaine, accusé de trahison, il déposera sur la question des munitions en tant que commandant du génie à Metz en 1870,. Au retour de captivité, il est dirigé en 1871 sur l'armée de Versailles, où il remplit les fonctions de chef d'état-major du génie du 2e corps d'armée placé sous les ordres du général Courtot de Cissey.
Pendant la Commune de Paris, il se distingue dans les opérations du second siège de Paris comme il l'avait fait devant Sébastopol. Il participe notamment aux attaques des forts d'Issy et de Vanves (25 avril au 9 mai 1871), mais également dans les combats à l'intérieur de Paris. « C'était pour moi non seulement un collaborateur intelligent et dévoué, mais un autre moi-même » écrit, à la suite de ces tristes jours, son chef direct, M. le général Séré de Rivières.  Le 29 mai 1871, il est nommé Colonel.
Vient alors l'époque où le corps du génie va accomplir une grande œuvre : la reconstitution des défenses de la frontière de la France et la protection de la capitale. Le colonel Salanson, devenu chef d'état-major du génie de l'armée de Paris le 15 juin 1871, se consacre tout entier à cette œuvre. Homme de progrès, il contribue, dans une large mesure, à l'évolution qui se produit alors dans l'art de l'ingénieur militaire, et son entente de la fortification s'affirme de nouveau d'une manière si frappante, que l'éminent général Lebrettevillois, sous les ordres duquel il sert, signale, dès cette époque, l'intérêt qu'il y aurait à le voir le plus tôt possible siéger au comité des fortifications.

### Commandant de l'École polytechnique
Le 15 juillet 1874, il est mis à la tête du 1er régiment du génie, à Versailles, où il fait voir qu'aux qualités de l'ingénieur, il unit les plus remarquables aptitudes au maniement des troupes. Pendant la même période, comme membre de la commission supérieure des chemins de fer, il participe d'une manière très active à la rédaction des nouveaux règlements sur les transports militaires. Le 20 août 1874, il est fait commandeur de la Légion d’honneur. Promu général de brigade le 4 mai 1876, il est chargé le 12 juin 1876 du commandement de l'École polytechnique.
Après l'avoir exercé pendant deux ans, il prend le 14 février 1878 le commandement de l'École d'application de Fontainebleau transférée de Metz après la défaite de 1870 et l’annexion prussienne. En même temps, il siège au Conseil supérieur de l'instruction publique. Dans ces hautes fonctions, le général Salanson se fait remarquer par sa grande connaissance de toutes les questions concernant l'enseignement, tandis que, par sa prudence, son esprit de justice, sa constante sollicitude pour les intérêts de ses jeunes subordonnés, il gagne l'estime, l'affection et le respect des promotions confiées à ses soins.

### Comité des fortifications
Appelé le 30 septembre 1880 au comité des fortifications, il s'applique particulièrement à l'étude des nombreuses questions que soulève alors l'organisation des défenses de la frontière. Très ferme, très indépendant dans ses opinions, il les défend avec énergie, en basant ses dires sur la grande expérience acquise par lui à Sébastopol et à Metz, et sait prendre d'emblée, parmi ses collègues, une situation prépondérante. Comme inspecteur général des 8e et 5e arrondissements du génie, il laisse, à la même époque, dans les places, des ordres qui témoignent à la fois de l'étendue de ses connaissances et de sa fermeté de décision.
Promu au grade de général de division le 18 juin 1881, il est placé le 29 décembre 1882 à la tête de la 30e division d'infanterie, à Avignon. Il ne tarde pas à s'y faire distinguer comme un habile conducteur d'hommes : « Officier général hors de pair, par sa distinction personnelle, son caractère, son instruction générale et technique ; mûr pour obtenir à bref délai le commandement d'un corps d'armée » écrit le général de Colomb, son commandant de corps d’armée.
Il retourne en Afrique en 1882 et, le 13 août 1884, il est rappelé pour occuper le poste de commandant du génie du gouvernement militaire de Paris, fonction délicate et difficile pour laquelle le ministre juge indispensable de faire appel aux lumières, au bon sens, au dévouement d'un officier général distingué entre tous. Il est nommé Inspecteur général des Armées en 1885 et par décision ministérielle en date du 25 septembre 1886, membre du comité spécial consultatif des poudres et salpêtres.

### Gouverneur de la place de Verdun
Mais, en 1886, c'est de nouveau vers la frontière que les événements provoquent l'attention générale. Toutes les places sont munies précipitamment de gouverneurs ; et, le 28 décembre 1886, un décret le désigne pour prendre les fonctions de commandant supérieur de la défense de Verdun et commandant de la place de Verdun considérée comme la plus susceptible d'être attaquée à l'improviste. C'est dans cette place que, le 8 juillet 1887, lui est conférée la dignité de Grand-officier de la Légion d'honneur. Il compte alors 45 années de services, 11 campagnes, 4 blessures ou contusions de guerre. Le 9
octobre suivant, il est admis en retraite et s'occupe alors d'œuvres caritatives. En 1898, il préside aussi le conseil d'administration de la compagnie d'assurance l'Urbaine.
Le général de division Salanson décède le 4 novembre 1900  à Chartrettes (Seine-et-Marne) dans le château du Pré qu'il avait acquis en 1876 ; il est inhumé le 7 au cimetière de la commune. Marié le 25 octobre 1856 à Paris avec Zoé Mathilde du Rivau, veuf le 2 mars 1878, le général Salanson laisse un fils unique Eugène Hippolyte, officier d'infanterie et maire de Chartrettes de 1901 à 1908.

## Décorations
- Grand officier de la Légion d’honneur (1887)
- Officier de l’Ordre royal de Léopold (Belgique)
- Médaille commémorative de Crimée (Royaume-Uni)
- Chevalier de l’Ordre de Pie IX (Vatican)
- Chevalier de l’Ordre du Médjidié (Turquie)
- Grand officier de l'Ordre du Soleil levant (Japon)[12].